# Рендал Фрейкс
Рендал Фрейкс (на английски: Randall Frakes) е американски филмов сценарист и писател в жанра научна фантастика.

## Биография и творчество
Докато е в армията Фрейкс служи в Европа, където редактира вестника за 16-и свързочен батальон. Като редактор той печели наградата Stars and Stripes за разследваща журналистика.
След службата си в армията учи в Университета на Колумбия и завършва със степен по филмопроизводство. Пише научна фантастика за списанията Analog, Fantastic и Fantasy & Science.
Първата му работа във филмовата индустрия е като оператор за специални визуални и фото ефекти за Роджър Корман през 1980 – 1981 г. Пише и редица непродуцирани сценарии.
Към средата на 80-те години започва да си сътрудничи с Уилям „Бил“ Уишър и Джеймс Камерън като сценарист и продуцент.
През 1985 г. Фрейкс заедно с Бил Уишър романизират филма „Терминатор“ по сценария на Джеймс Камерън и Гейл Ан Хърд. През 1991 г. Фрейкс романизира втората част на филмовата поредица.
Рандал Фрейкс живее със съпругата си Хелън Трескони в Сан Франциско. Имат двама сина – Винсънт и Антъни.

## Произведения

### Участие в общи серии с други писатели

#### Серия „Терминатор“ (Terminator) – романизация
1. Терминатор, The Terminator (1985) – в съавторство с Бил Уишър
2. Терминатор 2: Страшния съд, Terminator 2: Judgement Day (1991)

от серията има още 1 роман от Джеф Кампбел
По филмовата поредица „Терминатор“ има още няколко серии романи от различни автори.

### Документалистика
- Titanic: James Cameron's Illustrated Screenplay (1999) – с Джеймс Камерън
- How to Make Money Making Movies: The Secrets of Becoming a Profitable Filmmaker (2009)

### Филмография
- 1978 Xenogenesis – история, продуцент, директор, като Р.Л.А.Фрейкс
- 1980 Battle Beyond the Stars – фотограф, специални ефекти
- 1981 Escape from New York – асистент оператор, специални ефекти
- 1981 Galaxy of Terror – оператор, специални ефекти
- 1986 Roller Blade – сценарист
- 1988 Hell Comes to Frogtown – сценарист, история, продуцент
- 1989 Roller Blade Warriors: Taken by Force – сценарист, текст на песен, като Лойд Стратърн
- 1991 Diplomatic Immunity – сценарист
- 1992 The Divine Enforcer – видео, история
- 1993 Twisted Fate – продуцент
- 1994 The Force – видео
- 1994 True Lies – съавтор с Джеймс Камерън
- 1997 Out of the Silent Planet – сценарист
- 1999 Titanic: James Cameron's Illustrated Screenplay – автор
- 2000 Blowback – сценарист
- 2000 Sacrifice – ТВ филм, история
- 2001 Devil's Prey – сценарист
- 2001 Instinct to Kill – история
- 2002 Bad Karma – история
- 2003 Stealing Candy – сценарист
- 2010 Groupie
- 2016 Zaatari – кратък филм
- ? Empires of the Deep – сценарист